# Den svundne Lykke
Den svundne Lykke er en dansk stum melodramafilm fra 1912 produceret af Filmfabrikken Skandinavien med Alma Lagoni i hovedrollen. Filmens instruktør er ukendt.

## Handling
Den unge kvinde Gilberte (spillet af Alma Lagoni) lever et sorgløst liv og synes at elske Valreas (spillet af Lau Lauritzen Sr.), som hun har et utvunget og muntert samvær med. Den rige verdensmand Louis de Satory anmoder om Gilbertes hånd, og efter at Gilbertes søster har anbefalet hende at tage imod ægteskabstilbuddet, giftes de to. Gilberte lever fortsat et sorgløst og muntert liv, men inderst inde lever kærligheden til Valreas videre. Gilberte mistænker fejlagtigt Satory for at være interesseret i søsteren, og hun forlader ham og tager med Valreas til Venedig, hvor deres ungdomskærlighed blusser op igen under sydens sol. Satory udfordrer Valreas til duel, og Valreas bliver dødeligt såret. Gilberte bliver dødeligt syg, og dør.

## Medvirkende
- Frederik Christensen - Anatole de Bregard
- Alma Lagoni - Gilberte de Bregard, Anatoles datter
- Emma Christiansen - Louise de Bregard, Gilbertes søster
- Lau Lauritzen Sr. - Valreas
- Holger Schmidt - Louis de Sartory
- Jørgen Lund - Baron de Valvert
- Vera Brechling - Baronesse de Valvert